# Tengri
Tengri (turco antigo: ; em turco:  Tanrı; proto-turco *teŋri / *taŋrɨ; alfabeto mongol: ᠲᠨᠭᠷᠢ - Tngri; mongol: Тэнгэр - Tenger) é um dos nomes da divindade principal da religião dos primeiros povos túrquicos (xiongnu, hunos, protobúlgaros) e mongóis (xianbei).
A devoção a Tengri é por vezes chamada de Tengriismo, cujas divindades principais são o Pai Céu (Tengri/Tenger) e Mãe Terra (Eje/Gazar Eej) e que mistura princípios de xamanismo, animismo, totemismo e culto aos ancestrais.

## Nome

Tengri no alfabeto turco antigo (escrito da direita para a esquerda como t²ṅr²i)

A mais antiga forma do nome está preservada nos anais chineses do século IV a.C. numa descrição das crenças dos xiongnu e aparece como 撑犁/Cheng-li, que se supõe ser uma transcrição para o chinês de Tängri[a]. Stefan Georg (2001) sugeriu uma origem ienisseiana primordial, derivada de *tɨŋgVr- ("alto"). Alternativamente, uma etimologia altai reconstruída a partir de *T`aŋgiri ("juramento" ou "deus"), enfatiza a divindade ao invés de o seu domínio sobre o céu.
A forma turca, Tengri, foi atestada no século XI por Mamude Alasgari. No turco moderno, a palavra derivada Tanrı é utilizada genericamente para "deus" ou para o Deus abrâmico, e é costumeiramente utilizada pelos muçulmanos turcos para se referir a Deus em turco como uma alternativa ao termo árabe Alá.

## História

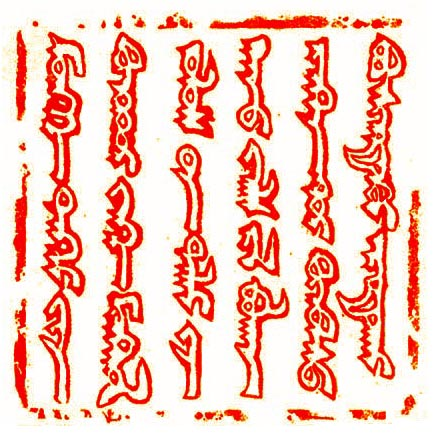
Selo numa carta de Guiuque Cã ao papa Inocêncio IV em 1246. As primeiras quatro letras, de cima para baixo, da esquerda para a direita, devem ser lidas como "möngke ṭngri-yin küčündür" – "sob o poder do céu eterno".

Tengri era o deus nacional dos goturcos, chamado de "deus dos turcos" (Türük Tängrisi). Os clãs goturcos baseavam seu poder num mandato de Tengri e eram geralmente aceitos como filhos do deus e seu representante na terra. Eles utilizavam títulos como tengricute, kutluġ ou Cutalmixe baseados na crença de que eles detinham o kut, o poderoso espírito concedido a eles por Tengri. 
Tengri era também a principal divindade adorada pela classe governante dos povos das estepes centro-asiáticas entre os séculos VI e IX (povos turcos, mongóis e magiares). Porém, ele perdeu importância quando o grão cãs uigures proclamaram o maniqueísmo como a religião estatal no século VIII.

## Mitologia
Tengri era o principal deus do panteão turco e controlava a esfera celeste, compartilhando características com o deus do céu indo-europeu *Dyeus, cuja religião reconstruída é mais parecida com a dos primeiros turcos do que com a de qualquer outro povo do Oriente Médio ou da região do Mediterrâneo.
O mais importante testemunho contemporâneo da adoração a Tengri são as Inscrições de Orcom, em turco antigo, do século VIII. Escritas no alfabeto de Orcom, estas inscrições preservam um relato das origens mitológicas dos turcos. Dedicadas a Kul Tigin, elas incluem passagens (na tradução do Comitê de Linguística do Ministério da Cultura e Informação da República do Cazaquistão) como:
| “ | "Quando o céu azul [Tengri] acima e a terra marrom abaixo foram criados, entre eles um homem foi criado. Sobre os seres humanos, meus ancestrais Bumim e Istemi governaram. Eles governaram as pessoas pelas leis turcas, eles as lideraram e venceram"(face 1, linha 1) "Tengri cria a morte. Todos os seres humanos foram criados para morrer"(face 2, linha 9) "Você morreu (lit.: 'saiu voando') até que Tengri lhe dê a vida novamente"(face 2, linha 14) | ” |

## References
- Brent, Peter. The Mongol Empire: Genghis Khan: His Triumph and his Legacy. Book Club Associates, London. 1976.
- Sarangerel. Chosen by the Spirits. Destiny Books, Rochester (Vermont). 2001
- Schuessler, Axel. ABC Etymological Dictionary of Old Chinese. University of Hawaii Press. 2007.
- Georg, Stefan. „Türkisch/Mongolisch tängri “Himmel/Gott” und seine Herkunft“, "Studia Etymologica Cracoviensia 6, 83-100
- Bruno J. Richtsfeld: Rezente ostmongolische Schöpfungs-, Ursprungs- und Weltkatastrophenerzählungen und ihre innerasiatischen Motiv- und Sujetparallelen; in: Münchner Beiträge zur Völkerkunde. Jahrbuch des Staatlichen Museums für Völkerkunde München 9 (2004), S. 225–274.
- Yves Bonnefoy,  Asian mythologies, University of Chicago Press, 1993, ISBN 978-0-226-06456-7, p. 331.